# Fernando Rincón Bazo
Fernando Rincón Bazo (Tacna, 1 de abril de 1938) es un empresario y político peruano. Ministro del Interior en el segundo gobierno de Fernando Belaúnde (1983).

## Biografía
Hijo del matrimonio yungaíno conformado por Fernando Rincón Jaramillo, quien fuera director general de la Guardia Civil y Policía (1948) y de la Señora Alicia Bazo Vinatea. Desciende del patriota chacasino Miguel Rincón y Rodríguez quien fue capitán de caballería, gobernador de Conchucos y alcalde de Chacas en las primeras décadas de la República. Nació en Tacna, el 1 de abril de 1938, cuando su padre había sido destacado para instalar allí la primera sede de la Guardia Civil.
Estudió en el Colegio Maristas en 1947 continuando en el Colegio de la Inmaculada 1955. Ingresó  a la Facultad de Ciencias Económicas y Comerciales de la Pontificia Universidad Católica del Perú (1957) y luego a la Academia de Contabilidad de San Marcos en 1958. Se especializó en matemática técnica, general civil engineering, administración de empresas y arquitectura paisajista en la Universidad de Lima.
Durante el primer gobierno de Fernando Belaúnde Terry desempeñó el cargo de teniente alcalde de la municipalidad de San Isidro y en el segundo, el de alcalde accesitario y regidor encargado de la alcaldía de Lima, hasta ser requerido para ocupar el cargo de ministro de estado. 

### Ministro de estado
A fines de 1982, cuando se anunció la instalación del segundo gabinete ministerial del gobierno de Fernando Belaúnde Terry, Rincón fue nominado como ministro del interior, en reemplazo del general José Gagliardi Schiaffino. Era los días del inicio de la violencia terrorista de Sendero Luminoso en Ayacucho. Juró como ministro del interior el 3 de enero de 1983, como parte del gabinete presidido por Fernando Schwalb López-Aldana. Estuvo poco después en el ojo de la polémica por haber propiciado la expulsión de un perseguido político del régimen de Augusto Pinochet, que fue detenido en el Perú, pero que había logrado que un juez le amparara un recurso de habeas corpus. Ello motivó a que Rincón fuera acusado constitucionalmente ante las cámaras de diputados y senadores, por haber pasado por alto el fallo del poder judicial. En su defensa, Rincón expuso que dicho extranjero era miembro de una célula comunista y que realizaba actividades políticas en el Perú.
Durante la gestión de Rincón Bazo ocurrió también la masacre de 8 periodistas y su guía en Uchuraccay. Este suceso, así como las masacres de Lucanamarca y Huancasancos, la demora en la implementación de los Comités de Autodefensa sobre la base de las Rondas Campesinas, la falta de recursos para afrontar el Fenómeno del Niño de 1983, la imposibilidad cronológica para cumplir con los planes y programas entre ellos recuperar el Comando único de las FF.PP, la suspensión de acuerdos de gobierno a gobierno para la fabricación de armas con la República Argentina y la disposición de su fabricación al SIMA Perú, precipitaron su salida del ministerio por propia voluntad, al asumir su responsabilidad política. Se trató de la primera crisis del gabinete Schwalb. Presentó su renuncia irrevocable el 20 de abril de 1983, que fue aceptada por el presidente Belaunde. Tres días después viajó con su familia a los Estados Unidos.

## Publicación
- Permiso..., Déjenme pasar... Testimonio de un Ministro (1996).